# Drive-Thru Records
La Drive-Thru Records è un'etichetta discografica indipendente, fondata nel 1996 da Richard Reines e da sua sorella Stefanie Reines a Sherman Oaks, in California. Attiva inizialmente soprattutto nel campo pop punk, nel corso degli anni si è aperta anche a gruppi di generi diversi, come l'indie rock e lo ska punk. Tra le band più note che hanno collaborato con questa etichetta figurano The Starting Line,  New Found Glory, Midtown, The Early November, Fenix*TX, Something Corporate, hellogoodbye e Senses Fail.
Alla Drive-Thru fanno capo anche due etichette minori: la Rushmore Records e la Love Minus Recordings, entrambe fondate dai Reines.